# Platzverweis
Der Platzverweis oder die Platzverweisung stellt eine polizeirechtliche Maßnahme im deutschen Recht dar, um eine Gefahr für die öffentliche Sicherheit oder öffentliche Ordnung abzuwehren. Sie dient somit der Gefahrenabwehr. Durch diesen mündlichen oder schriftlichen Verwaltungsakt wird der betroffenen Person geboten, einen Standort vorübergehend zu verlassen oder vorübergehend nicht zu betreten. Bei Zuwiderhandlung kann die Person auch in Polizeigewahrsam genommen werden. Ist der Platzverweis rechtswidrig, kann der Betroffene dem durch Rechtsbehelf entgegenwirken.

## Gründe
Der in den Landesgesetzen jeweils formulierte Hauptgrund für einen Platzverweis ist „zur Gefahrenabwehr“, „Abwehr einer Gefahr“, teilweise spezifischer die „Abwehr einer im einzelnen Falle bevorstehenden Gefahr“ bzw. die „Abwehr einer Gefahr für die öffentliche Sicherheit“. 

## Dauer
Der Platzverweis ist eine polizeiliche Maßnahme, deren Dauer in Rheinland-Pfalz als „zeitlich befristet“ definiert wird, in allen anderen Landes- und Bundesgesetzen als „vorübergehend“. Eine allgemeine zeitliche Obergrenze für einen Platzverweis besteht nicht, jedoch ist die Dauer im Sinne des Verhältnismäßigkeitsprinzips auf das Andauern der Gefahr beschränkt, die zur Aussprechung des Platzverweises führte. Maßnahmen, die auf § 164 StPO gestützt werden, dürfen „nicht über den nächstfolgenden Tag hinaus“ erfolgen.

## Abgrenzung zu ähnlichen Maßnahmen
Soll die Anordnung für längere Zeit und/oder einen größeren Bereich gelten, wird von einem Verweilverbot oder Aufenthaltsverbot gesprochen. Vom Platzverweis zu unterscheiden sind auch Wohnungsverweisungen und Rückkehrverbote, die sich stets auf Wohnungen beziehen, ferner Annäherungsverbote, die sich auf Personen beziehen. Diese Maßnahmen sind in der Regel eng mit dem Gewaltschutzgesetz verknüpft und schränken nur das Recht auf Eigentum nach Art. 14 GG (ggfs. das Recht auf Freizügigkeit nach Art. 11 GG) ein.

## Grundrechtseinschränkung
Die Maßnahme des Platzverweises greift nach einer Auffassung weder in den Schutzbereich des Art. 11 GG (Freizügigkeit, „Hinbewegungsfreiheit“) noch den des Art. 2 Abs. 2 Satz 2 GG („Fortbewegungsfreiheit“) ein, sondern stellt lediglich einen Eingriff in die allgemeine Handlungsfreiheit nach Art. 2 Abs. 1 GG dar.
So auch ausgeführt in der Begründung der Polizeirechtsnovellierung im November 2008 des Innenministeriums Baden-Württemberg. Hier wird in der Landtagsdrucksache zum neu eingeführten Platzverweis als polizeirechtliche Standardmaßnahme nach § 27a PolG BW ausgeführt, dass lediglich ein Eingriff in Art. 2 Abs. 1 GG vorliegt. Diese Sichtweise wird bestärkt durch die Argumentation des VGH Baden-Württemberg. Dieser setzte in einem 2002 ergangenen Beschluss betreffend einen allgemein verfügten Platzverweis (Betretens- und Aufenthaltsverbot) gegen Mitglieder der Punk-Szene voraus, dass ein Eingriff in die allgemeine Handlungsfreiheit aus Art. 2 Abs. 1 GG vorliege. Weitere Grundrechtseingriffe wurden nicht diskutiert.
Demgegenüber sieht jedoch die Auffassung des Bundesverfassungsgerichts und des VGH Mannheim sowohl einen Eingriff in Art. 2 Abs. 2 Satz 2 GG als auch in Art. 11 GG.

## Rechtsgrundlage
Der Platzverweis stellt eine Standardmaßnahme dar und ist daher in den einzelnen Landespolizeigesetzen jeweils normiert. Platzverweise können gegen Adressaten, die Amtshandlungen der Strafverfolgungsbehörden stören, auch auf § 164 StPO gestützt werden (zumindest als Mindermaßnahme der Festnahme). 
- Die landesrechtlichen Regelungen sind:
  - Baden-Württemberg: § 30 Abs. 1 Polizeigesetz (PolG)
  - Bayern: Art. 16 Gesetz über die Aufgaben und Befugnisse der Bayerischen Staatlichen Polizei (Polizeiaufgabengesetz, PAG)[7]
  - Berlin: § 29 Abs. 1 Allgemeines Gesetz zum Schutz der öffentlichen Sicherheit und Ordnung in Berlin (Allgemeines Sicherheits- und Ordnungsgesetz, ASOG Bln)[8]
  - Brandenburg: § 16 Gesetz über die Aufgaben, Befugnisse, Organisation und Zuständigkeit der Polizei im Land Brandenburg (Brandenburgisches Polizeigesetz, BbgPolG)[9]
  - Bremen: § 14 Bremisches Polizeigesetz (BremPolG)[10]
  - Hamburg: § 12a Gesetz zum Schutz der öffentlichen Sicherheit und Ordnung (SOG)[11]
  - Hessen: § 31 Hessisches Gesetz über die öffentliche Sicherheit und Ordnung (HSOG)[12]
  - Mecklenburg-Vorpommern: § 52 Gesetz über die öffentliche Sicherheit und Ordnung in Mecklenburg-Vorpommern (Sicherheits- und Ordnungsgesetz, SOG M-V)[13]
  - Niedersachsen: früher § 17 Abs. 1 Niedersächsisches Gesetz über die öffentliche Sicherheit und Ordnung (Nds. SOG), heute § 17 Abs. 1 Niedersächsisches Polizei- und Ordnungsbehördengesetz, NPOG[14]
  - Nordrhein-Westfalen: § 34 Polizeigesetz des Landes Nordrhein-Westfalen (PolG NRW)[15]
  - Rheinland-Pfalz: § 13 Polizei- und Ordnungsbehördengesetz (POG)[16]
  - Saarland: § 12 Saarländisches Polizeigesetz (SPolG)
  - Sachsen: § 18 Sächsisches Polizeivollzugsdienstgesetz (SächsPVDG)[17]
  - Sachsen-Anhalt: § 36 Abs. 1 Gesetz über die öffentliche Sicherheit und Ordnung des Landes Sachsen-Anhalt (SOG LSA)[18]
  - Schleswig-Holstein: § 201 Allgemeines Verwaltungsgesetz für das Land Schleswig-Holstein (Landesverwaltungsgesetz, LVwG)[19], §204 zur Durchsetzung via Gewahrsam[20]
  - Thüringen: § 18 Thüringer Gesetz über die Aufgaben und Befugnisse der Polizei (Polizeiaufgabengesetz, PAG)[21] in Verbindung mit § 17 Thüringer Gesetz über die Aufgaben und Befugnisse der Ordnungsbehörden (Ordnungsbehördengesetz, OBG)

- Regelung für die Bundesbehörden: 
  - Bundespolizei: § 38 BPolG (Bundespolizeigesetz)
  - Bundeskriminalamt: § 21 Abs. 4 BKAG (Bundeskriminalamtgesetz)
  - Zollkriminalamt: § 23 Abs. 1 Satz 1 Nr. 5 ZFdG (Gesetz über das Zollkriminalamt und die Zollfahndungsämter)
  - Zoll: § 10a Abs. 2 Nr. 3 ZollVG (Zollverwaltungsgesetz)

Auch anderen Kräften als der Polizei wird über Landesgesetzgebung das Recht zum Platzverweis eingeräumt.
So sieht etwa § 24 Bayerisches Feuerwehrgesetz vor:
In NRW darf laut § 34 Abs. 2 des Gesetzes über den Brandschutz, die Hilfeleistung und den Katastrophenschutz (BHKG) der Einsatzleiter Personen verweisen (oder seine Kollegen dazu anweisen):
Sollte die Einsatzleitung hierzu nicht in der Lage sein, kann sie gem. § 34 Abs. 5 BHKG NRW andere Einsatzkräfte damit beauftragen.

## Charakter der Maßnahme
Geht die Störung von einer Person aus oder besteht die Gefahr, dass eine Person eine Gefährdungslage schafft, so kann sie des Platzes verwiesen werden. Die Eingriffsvoraussetzungen sind daher im Vergleich zu anderen Maßnahmen gering. Da die Platzverweisung durch ein Ge- oder Verbot erfolgt, handelt es sich nicht um einen Real-, sondern um einen Verwaltungsakt. Im Zweifel kann die Platzverweisung auch durch eine Ingewahrsamnahme erfolgen. Zur Durchsetzung ist rechtlich auch Unmittelbarer Zwang möglich. Jeder Platzverweis beinhaltet eine Freiheitsbeschränkung.
Verfassungsrechtlich stößt der Platzverweis nicht auf Bedenken durch Juristen. Wird der Platzverweis jedoch zu einem Aufenthaltsverbot, besteht Uneinigkeit, ob die Landesgesetzgeber überhaupt die Regelungskompetenz besitzen, da nach den kompetenzrechtlichen Vorschriften des Grundgesetzes allein der Bundesgesetzgeber zur Bestimmung der gesetzlichen Schranken von Art. 11 GG befugt ist. Vor allem aber dürfen sich Platzverweis und Aufenthaltsverbot in ihrer Normierung nur an dem Individualverhalten der Betroffenen, niemals aber an einer Gruppeneigenschaft orientieren.
Ein Platzverweis ist nicht direkt möglich bei Störern genehmigter Veranstaltungen, da sie polizeifest sind. Personen müssen zuvor nach dem Versammlungsrecht von der Versammlung ausgeschlossen (§ 11 VersammlG) oder die Versammlung aufgelöst werden (§ 15 VersammlG).
Vgl. Art. 2 GG (Bewegungsfreiheit; Freiheit der Person; Recht auf Leben), Art. 3 GG (Gleichheit vor dem Gesetz; Gleichberechtigung von Männern und Frauen; Diskriminierungsverbote) und Art. 19 GG (Einschränkung von Grundrechten; Wesensgehalts-, Rechtswegegarantie).